# Fahriye Evcen
Fahriye Evcen Özçivit (Solingen, 1986.[forrás?] június 4. –) német származású török színésznő. Ismert szerepei: Necla Tekin (Yaprak Dökümü, Reşat Nuri Güntekin regénye alapján), valamint Feride (Madárka, Reşat Nuri Güntekin regénye alapján).

## Pályafutása
1986. június 4-én született a németországi Solingenben török bevándorló szülőktől. Anyai ágon családja cserkesz származású, míg apai ágon török származású Kavalából, Görögországból. Fiatalkorában, miközben Törökországban nyaralt, részt vett Oya Aydoğan programjában, aki bemutatta İbrahim Mertoğlu producernek.
Amíg szociológiát tanult a düsseldorfi Heinrich Heine Egyetemen, ajánlatot kapott, hogy színésznőként tévésorozatban dolgozzon, és Evcen Isztambulba költözött. Az egyik első kiemelkedő szerepe Necla alakja volt a Yaprak Dökümü tévésorozatban. Első mozifilmje a 2008-ban megjelent Cennet, és ugyanabban az évben főszerepet kapott az Aşk Tutulması című filmben.
Mivel Evcen nem fejezte be tanulmányait Németországban, beiratkozott a Boğaziçi Egyetemre, és történelmet tanult. Később eljátszotta Feride karakterét a Madárka című tévésorozatban, majd az Aşk Sana Benzer című filmben játszott. 2017-ben az Ölene Kadar tévésorozatban játszott Engin Akyürekkel, és a Sonsuz Aşk című filmben.
2021-ben Ivy People néven piacra dobta saját tervezésű ruhakollekcióját.

## Magánélet
2017. június 29-én Isztambulban férjhez ment Burak Özçivit színész-modellhez.  Karan nevű fiuk 2019. április 13-án született.

## Filmográfia
- 2005: Asla Unutma
- 2006: Hasret, Songül
- 2006–2010: Yaprak Dökümü, Necla
- 2008: Aşk Tutulması, Pınar
- 2008: Cennet
- 2010: Signoria Enrice (Sinyora Enrica ile İtalyan Olmak)
- 2010: Takiye: Allah’ın Yolunda
- 2011: Yalanci Bahar (sorozat)
- 2012: Veda (dt. Abschied) (sorozat)
- 2012: Evim Sensin (film)
- 2013–2014: Madárka (sorozat) (Magyarországon a TV2 kereskedelmi csatorna mutatta be, magyar hang: Györfi Anna)
- 2014-: Szerelemben, háborúban (sorozat) (Magyarországon először az RTL Klub, majd a Duna Televízió sugározta)
- 2015: Aşk Sana Benzer (film)
- 2017: Ölene Kadar (sorozat)
- 2017: Sonsuz Aşk (film)